# Druhá světová válka v Tichomoří
Válka v Tichomoří byla důležitá část druhé světové války, která se vedla v Asii, Tichém oceánu, Indickém oceánu a Oceánii. Šlo o geograficky největší bojiště války, včetně rozsáhlého v Tichém oceánu, v jihozápadním Pacifiku, bojiště v jihovýchodní Asii, druhé čínsko-japonské války a sovětsko-japonské války.
Druhá čínsko-japonská válka mezi Japonským císařstvím a Čínskou republikou probíhala od 7. července 1937, s tím, že nepřátelské akce probíhaly už od 19. září 1931 s japonskou invazí do Mandžuska. Obecně se však uznává, že samotná válka v Tichomoří začala 7. a 8. prosince 1941, kdy Japonci napadli Thajsko a zaútočili na britské kolonie Malajsko, Singapur a Hongkong, jakož i na americké vojenské a námořní základny na Havaji, ostrově Wake, Guam a na Filipínách.
V tichomořské válce stáli spojenci proti Japonsku, kterému pomohlo Thajsko a v menší míře mocnosti Osy – Německo a Itálie. Odehrály se zde jedny z největších námořních bitev v historii, neuvěřitelně divoké bitvy i válečné zločiny, které vedly k obrovským ztrátám na životech. Válka vyvrcholila masivními spojeneckými nálety na Japonsko a svržením atomových pum na Hirošimu a Nagasaki, doprovázené vyhlášením války Sovětským svazem a invazí do Mandžuska a dalších území dne 9. srpna 1945, což způsobilo, že Japonci 15. srpna 1945 oznámili záměr vzdát se. Podepsání japonské kapitulace se uskutečnilo na palubě bitevní lodi USS Missouri v Tokijském zálivu dne 2. září 1945. Po válce ztratilo Japonsko všechna práva a nároky na své dřívější državy v Asii a Tichomoří a jeho suverenita byla omezena na čtyři hlavní domovské ostrovy a dalším menší ostrovy, jak je určili spojenci. Japonský šintoistický císař se prostřednictvím šintoistické směrnice vzdal velké části své autority a svého božského postavení, aby připravil půdu pro rozsáhlé kulturní a politické reformy.

## Příčiny a vznik

1939

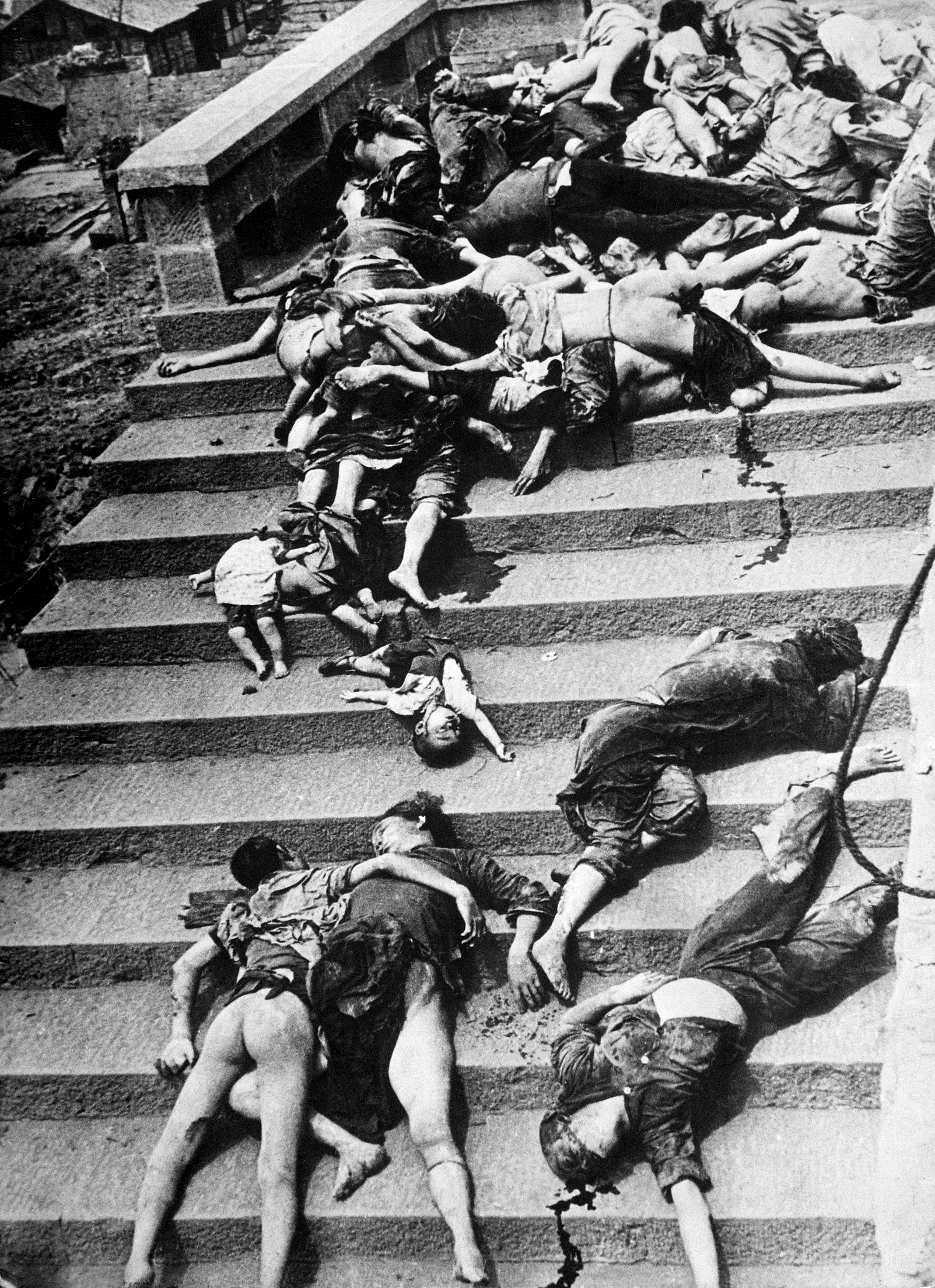
Čínské ztráty v červnu 1941 během japonského bombardování města Čchung-čching

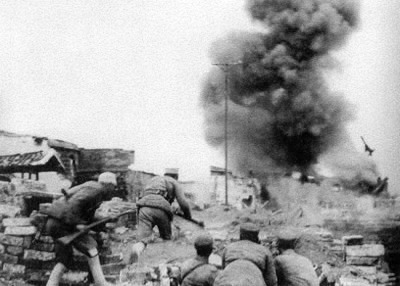
Bitva o Čchangte, Čína, podzim 1943

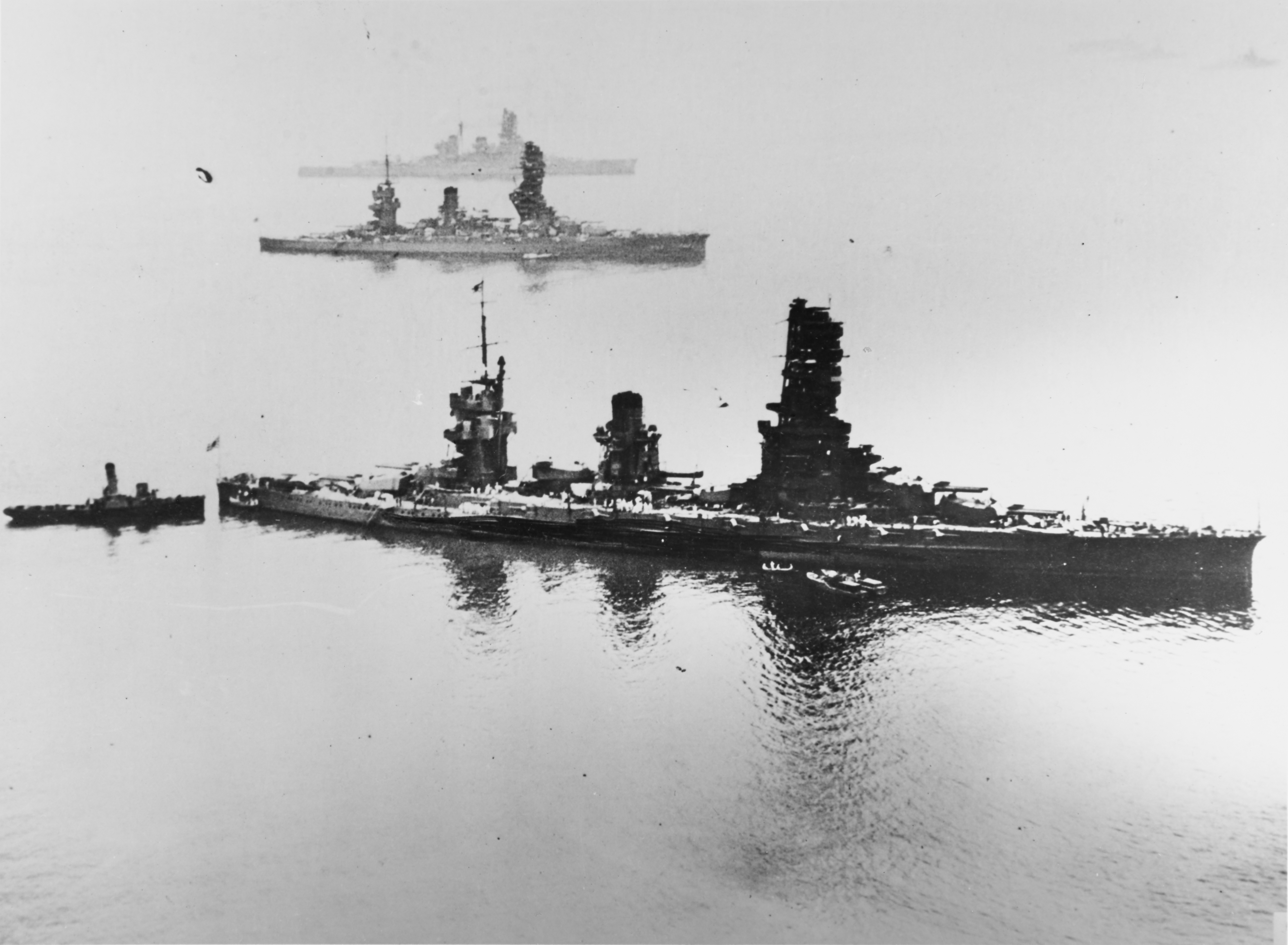
Japonské bitevní lodě (odpředu dozadu) Jamaširo, Fusó, a Haruna

Japonsko už v druhé polovině 19. století zdokonaluje průmysl a přestává být v izolaci. Ve 20. století se Japonsko stává velmocí, v rusko-japonské válce vítězí v roce 1905 Japonsko a později pomáhá Trojdohodě v 1. světové válce.
Na základě rusko-japonské války získalo Japonsko Korejský poloostrov a pak zahájilo okupaci Mandžuska, což byl vlastně začátek dalšího čínsko-japonského konfliktu. Mandžusko se stalo japonským satelitem a odrazovým můstkem k útoku dál do Číny i na sever proti Mongolsku a Sovětskému svazu.
Vzhledem k protisovětské náladě podepsalo Japonsko na konci listopadu 1936 s Německem Pakt proti Kominterně (později k Paktu proti Kominterně přistoupily Itálie, Maďarsko a Španělsko). Pakt proti Kominterně byl prvním spojenectvím Japonska s evropskými fašistickými a nacionálně socialistickými státy a byl předzvěstí pozdější užší spolupráce mezi Japonskem a evropskými fašistickými/nacistickými státy.
7. července 1937 došlo v Číně k incidentu na mostě Marca Pola a Japonsko zahájilo tažení proti Číně. Japonští militaristé předpokládali, že se jim podaří do několika týdnů svrhnout Kuomintangskou vládu generála Čankajška. Ovšem agresivní a bezohledný postup nevedl k jeho porážce, a tak se „čínský incident“ (jak Japonci nazývali válku v Číně) protáhl až do konce druhé světové války. Spojené státy a Velká Británie podporovaly generála Čankajška a dodávali mu zbraně a po vstupu Spojených států do války pak na území neokupované Číny postavili Američané několik svých základen. Tento „čínský incident“ pak nutil japonské velení shromažďovat zde stále větší síly, které nemohli použít jinde. Tato vleklá válka polykající obrovské prostředky měla za následek také značné hospodářské potíže.
V létě 1938 japonská vláda požadovala na sovětské vládě poupravení hranic. Japoncům šlo o významnou oblast u jezera Chasan, vzdálenou 100 kilometrů jihozápadně od Vladivostoku. Sovětská vláda jednoznačně odmítla, a tak japonští militaristé sáhli po zbraních. V červenci 1938 japonské oddíly překročily sovětské hranice u jezera Chasan. Sovětská armáda však zorganizovala protiútok a zatlačila japonské vojáky zase zpátky za sovětské hranice.
Japonští militaristé se poté rozhodli pro další úder, tentokrát do Mongolské lidové republiky. V květnu 1939 zahájili japonští vojáci útok z Mandžuska do Mongolska. Sovětský svaz, který s Mongolskem v březnu 1939 podepsal smlouvu o vzájemné pomoci, poslal Mongolům sovětská vojska na pomoc. Došlo ke krvavým bitvám u řeky Chalchyn, Sověti díky své přesile a modernímu pojetí boje zvítězili. Japonská vojska sice žádala o posily, aby provedla protiútok, ale samotný císař to zamítnul.
V září 1940 bylo stvrzeno spojenectví mezi Japonskem, Německem a Itálií — takzvaným Paktem tří (později se k němu připojily satelitní státy Rumunsko, Maďarsko, Finsko, Bulharsko, Slovensko, Chorvatsko a Thajsko). Tento pakt nahradil Pakt proti Kominterně a stalo se z něho mnohem užší spojenectví mezi militaristickým Japonskem a evropskými fašistickými státy.
Po porážce Francie v červnu 1940 se pak Japonci rozhodli využít momentální slabosti Francouzů a ovládnout Francouzskou Indočínu a využít jí jako nástupiště k dalším budoucím výbojům. Proto začalo japonské velení neustále tlačit na vichistickou vládu, až nakonec v červenci 1941 podepsal zástupce Vichy admirál François Darlan dohodu s Japonci o společné obraně Indočíny. Tím se Japonci stali pány celého francouzsko-indočínského území a bohatství a získali i dobrý odrazový bod pro příští agresi.
Spojené státy a Velká Británie do té doby počínání Japonska jen přihlížely. Japonské obsazení Indočíny bylo poslední kapkou, a tak Američané 25. července 1941 zmrazili japonská aktiva v USA, což znamenalo přerušení hospodářských styků, byly zastaveny všechny obchodní a finanční operace Japonců v USA, veškerá japonská konta v amerických bankách byla zablokována. Totéž provedly i další státy, se kterými Japonsko obchodovalo (britský Commonwealth a Nizozemská východní Indie například). Znamenalo to hlavně, že Japonci už nebudou mít dostatek železného šrotu, později ropy a dalších surovin potřebných na učinění svých výbojných plánů. Tím si Spojenci chtěli zařídit zastavení agresivních kroků japonských militaristů.
Opačný pohled do napjaté situace přináší mohutný americký program stavby válečných lodí z července 1940, který sice nebyl namířen přímo proti Japonsku, ale po jeho dokončení by vznikla taková nerovnováha, že by Japonské císařské námořnictvo nedokázalo zajistit ani obranné akce ve svých domácích vodách.
Po 25. červenci 1941 a blokádě dovozu ropy si námořnictvo mohlo spočítat s přesností na barel a den, kde jeho lodě zůstanou stát. Svou rostoucí populaci už nedokázalo krmit ani šatit z vlastních zdrojů, Spojené státy zavedením restrikcií neměly ponětí o tom, na jak tenkém ledě japonské hospodářství spočívá. Po červencovém embargu nahradily v japonských velících kruzích velkou otázku, zda jít do války, tři menší: kdy, kde a jak.
Japonská vláda se sice snažila se Spojenými státy dohodnout, ale vláda USA prohlásila, že zruší zmražení japonských aktiv jen pod podmínkou, že budou ihned skončeny válečné akce v Číně a budou stažena japonská vojska z Indočíny. Na to však Japonci rozhodně nechtěli přistoupit. Potom Japonci Američanům předložili své návrhy, ty ale byly zamítnuty americkou vládou Franklina Roosvelta. Tak nakonec se Japonci rozhodli jít do války proti Spojeným státům, Velké Británii a Nizozemí. Hlavním cílem Japonska bylo zmocnit se důležitých surovinových zdrojů jako kaučuk, cín a železo v jihovýchodní Asii (Nizozemská východní Indie, Malajsie, Barma).
Velká Británie poslala dva obrněnce do Indického oceánu. Šlo o bitevní křižník HMS Repulse a bitevní loď HMS Prince of Wales. Toto loďstvo dostalo kódové označení Svaz Z a jeho vrchním velitelem se stal admirál Tom Phillips. Repulse a Prince of Wales měla následovat i letadlová loď HMS Indomitable, ale ta byla poškozena najetím na mělčinu. Věřilo se, že tento svaz Japonce odstraší od dalších agresivních kroků.

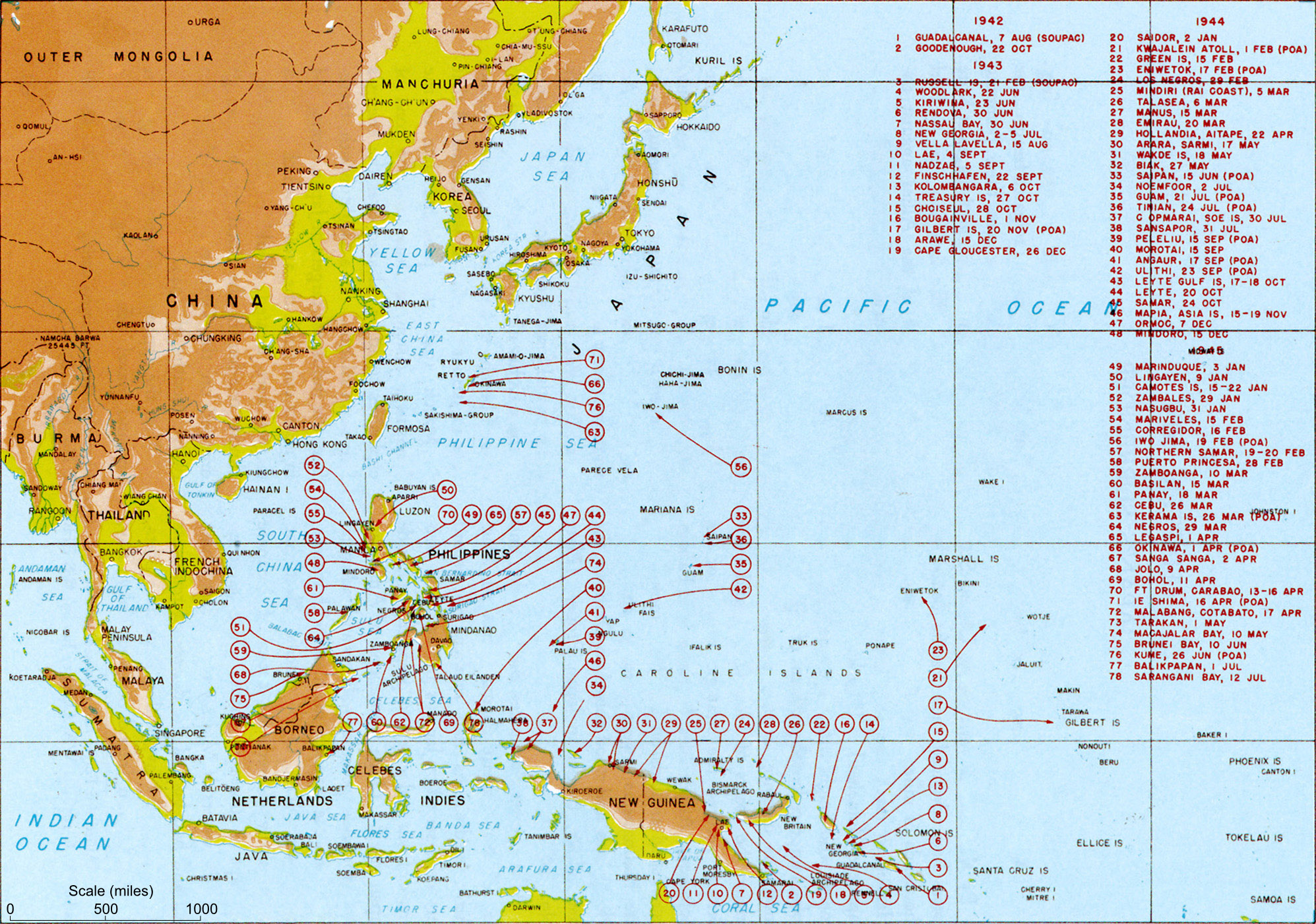
Spojenecká vylodění 1942–1945

Japonci také odvolali své plány útoku na Sovětský svaz, protože zoufale potřebovalo důležité suroviny, které mohli najít pouze v jihovýchodní Asii, zatímco na ruské Sibiři by tehdy Japonsko tyto důležité suroviny nenašlo. Dalším důvodem byly taky neúspěšné boje u jezera Chasan a v Mongolsku. Navíc japonská vláda očekávala, že Německo a jeho spojenci porazí Sověty během několika týdnů, a útok na SSSR byl odložen na rok 1942, kdy byla očekávána porážka Sovětského svazu a jeho ozbrojených sil.
7. prosince 1941 zaútočil svaz letadlových lodí viceadmirála Čúiči Naguma na americký přístav Pearl Harbor na Havaji a vyřadil tam několik amerických válečných plavidel a většinu amerických letadel zničil stojících na zemi. Ve stejný den (ale na druhé straně datové hranice, takže 8. prosince) pak japonská letadla napadla americká letiště na Filipínách a brzy na to začalo vyloďování japonských vojsk na Filipínách. Dalším cílem japonských militaristů bylo dobytí Hongkongu, Malajska, Singapuru, Barmy, Nizozemské východní Indie, dále Gilbertových ostrovů, obsazení Rabaulu, ostrovů Wake, Guam a dalších ostrovů.
8. prosince 1941 USA a Velká Británie a další státy vyhlásily Japonsku válku. Jedenáctého prosince 1941 zase Německo a Itálie (a za pár dní také ostatní státy z Paktu tří) vyhlásily válku Spojeným státům a válka se tak stala opravdu světovou.

## Průběh války

### 1941

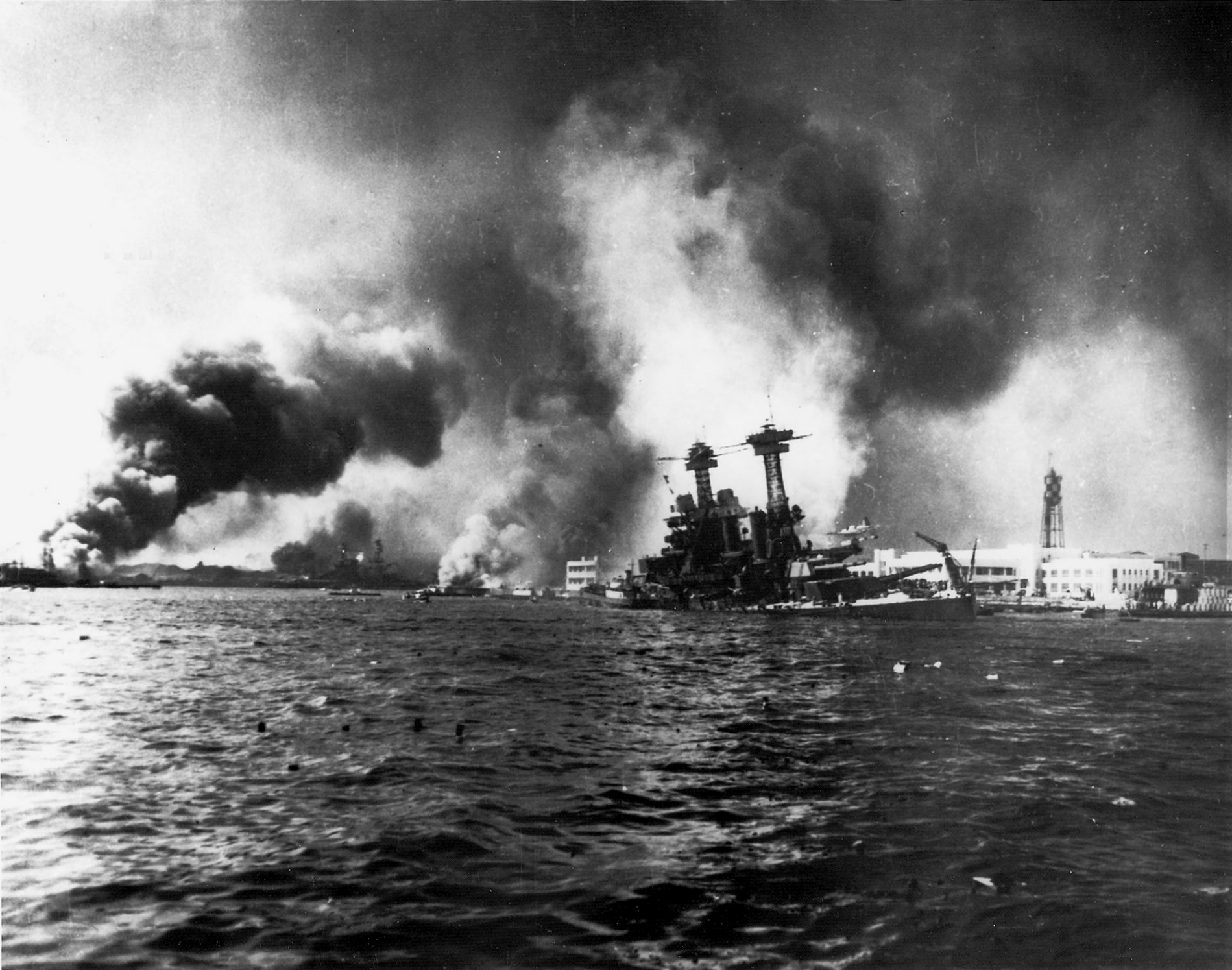
Potápějící se USS California

Ráno 7. prosince 1941 (havajského času, 8. prosince tokijského času) svaz šesti japonských letadlových lodí bez vyhlášení války napadl svými palubními letadly americkou námořní základnu Pearl Harbor na Havajských ostrovech. O den později, 8. prosince 1941, USA vypověděly válku Japonsku.
Téhož dne došlo k zničujícímu náletu japonských letadel proti filipínským letištím. Při něm bylo zničeno 3/4 amerických stíhaček a 1/2 amerických bombardérů. Téhož dne došlo k prvním náletům na Hongkong a Singapur. Ještě do konce roku byly obsazeny ostrovy Guam (10. prosince) a Wake (22. prosince), britská základna Hongkong (24. prosince) a kapitulovalo britské Malajsko (11. prosince) při jehož obraně ztratilo britské námořnictvo v bitvě u Kuantanu svaz Z (bitevní loď Prince of Wales a bitevní křižník Repulse).

### 1942

#### Japonský postup

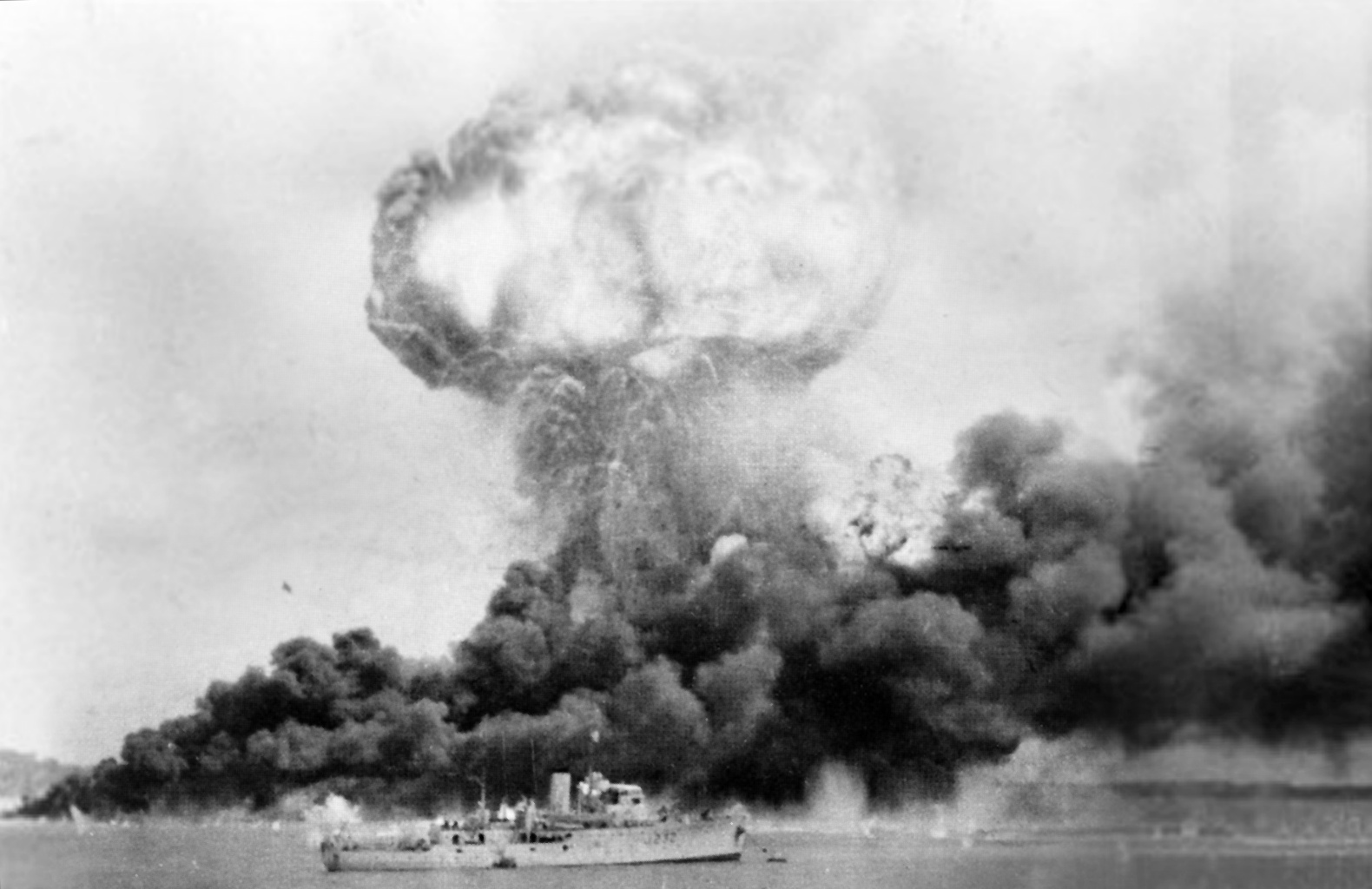
Nálet na Darwin v únoru roku 1942

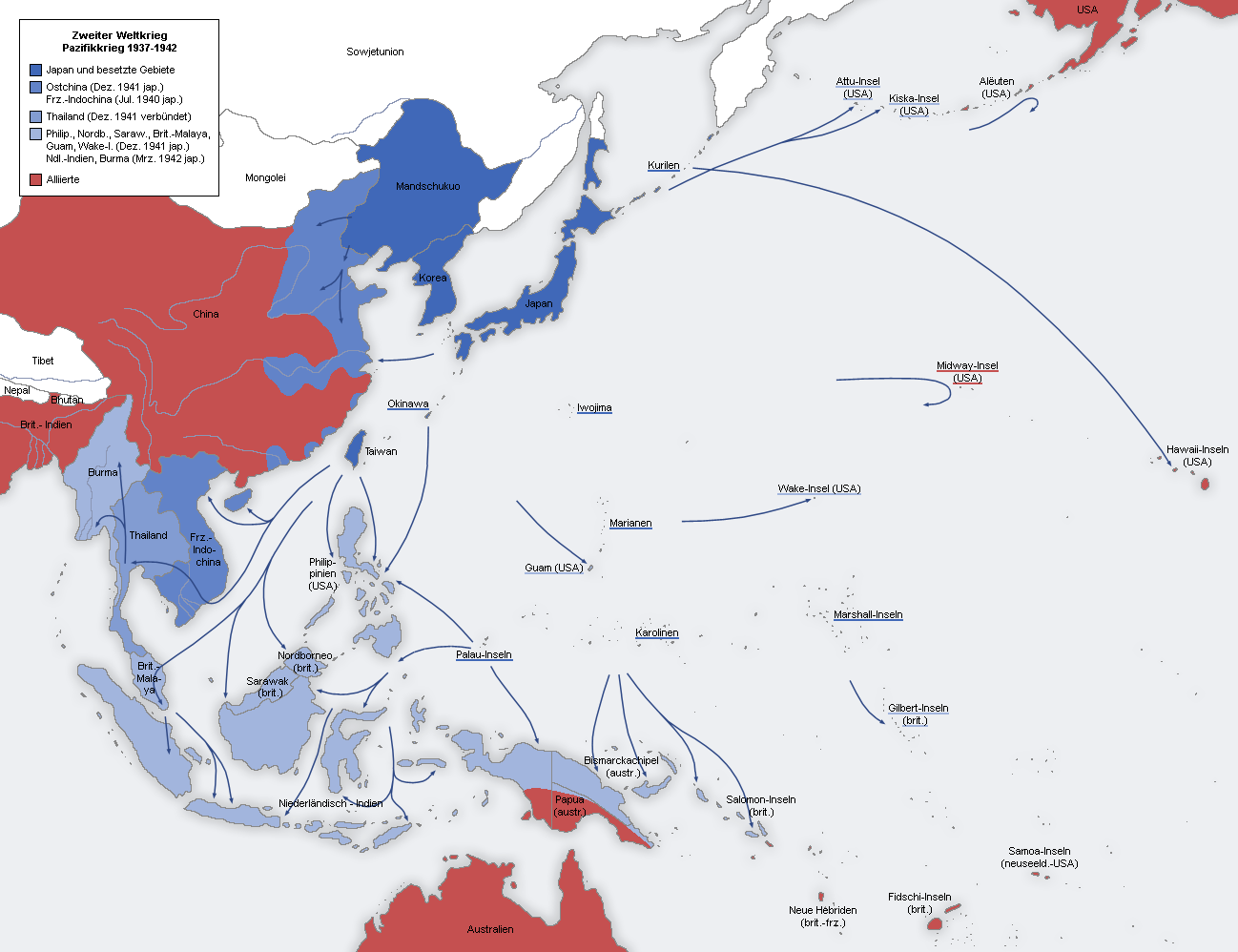
Japonský postup do poloviny roku 1942

Japonské síly stále rychle postupovaly. 19. ledna kapitulovalo Britské Borneo (Sarawak a Brunej), 23. ledna byl obsazen Rabaul, 15. února kapituloval Singapur a 9. března kapitulovala Jáva. Pád Singapuru označil britský premiér Winston Churchill za nejpotupnější porážku v dějinách Britského impéria. Kapitulaci Jávy předcházelo několik námořních bitev. V bitvách v Makassarském průlivu, v Badungském průlivu, v Jávském moři, v Sundském průlivu a v bitvě u Baweanu Japonci zvítězili nad silami ABDACOMu. Vítězné tažení Japonců pokračovalo dál. V březnu obsadili Buku, Bougainville a Shortlandské ostrovy, 23. března obsadili Andamany. Kromě toho provedli vylodění v Nové Guineji v Lae a Salamauy. 9. dubna kapituloval Bataan a 6. května kapituloval Corregidor – poslední odpor na severních Filipínách. Během začátku roku podnikli Japonci i několik významných náletů a to 19. února nálet na Darwin (Austrálie) a 5. a 9. dubna nálety na Cejlon.

#### Obrat

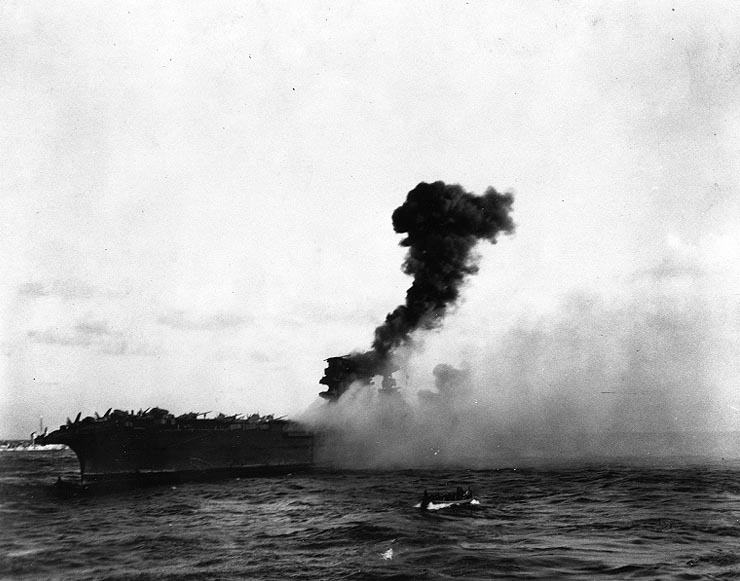
Výbuch na USS Lexington v závěru bitvy v Korálovém moři

Jedinou významnější akcí Američanů byl nálet 16 bombardérů B-25B Mitchell na Tokio 18. dubna. Pak se situace začala obracet, neboť postup japonských pozemních jednotek byl zastaven ve vnitrozemí ostrova Nová Guinea a námořní síly nedokázaly zlomit odpor spojeneckého námořnictva, s nímž se střetly v bitvě v Korálovém moři.
Japonské námořní síly vyvolaly dlouho plánovanou rozhodující bitvu s americkými letadlovými loděmi u Midway, ale oproti předpokladům v ní utrpěly zdrcující porážku a jejich útočný potenciál upadl natolik, že už neexistovala žádná naděje na úspěšné vedení útočné námořní války většího rozsahu — od tohoto okamžiku bylo Japonsko na strategické úrovni předurčeno k pasivitě a postupnému pádu, byť na asijské pevnině mohlo ještě nějakou dobu úspěšně útočit. Jediným japonským úspěchem v Midwayské operaci bylo obsazení ostrovů Attu a Kiska (Aleutské ostrovy) když tyto ostrovy nikdo z americké armády nebránil, jelikož všechny vojenské síly Američané stáhli na Midway.
7. srpna se americké jednotky vylodily na Guadalcanalu, čímž začaly urputné boje o tento ostrov, které skončily až 7. února evakuací Japonců. Během guadalcanalské kampaně se uskutečnily tyto námořní bitvy: 8.–9. srpna bitva u ostrova Savo, 24. srpna bitva u východních Šalomounů, 12.–13. října bitva u mysu Esperance, 26. října bitva u ostrovů Santa Cruz, 13.–15. listopadu bitva u Guadalcanalu, 30. listopadu bitva u Tassafarongy a 29.–30. ledna 1943 bitva u Rennellova ostrova.

### 1943

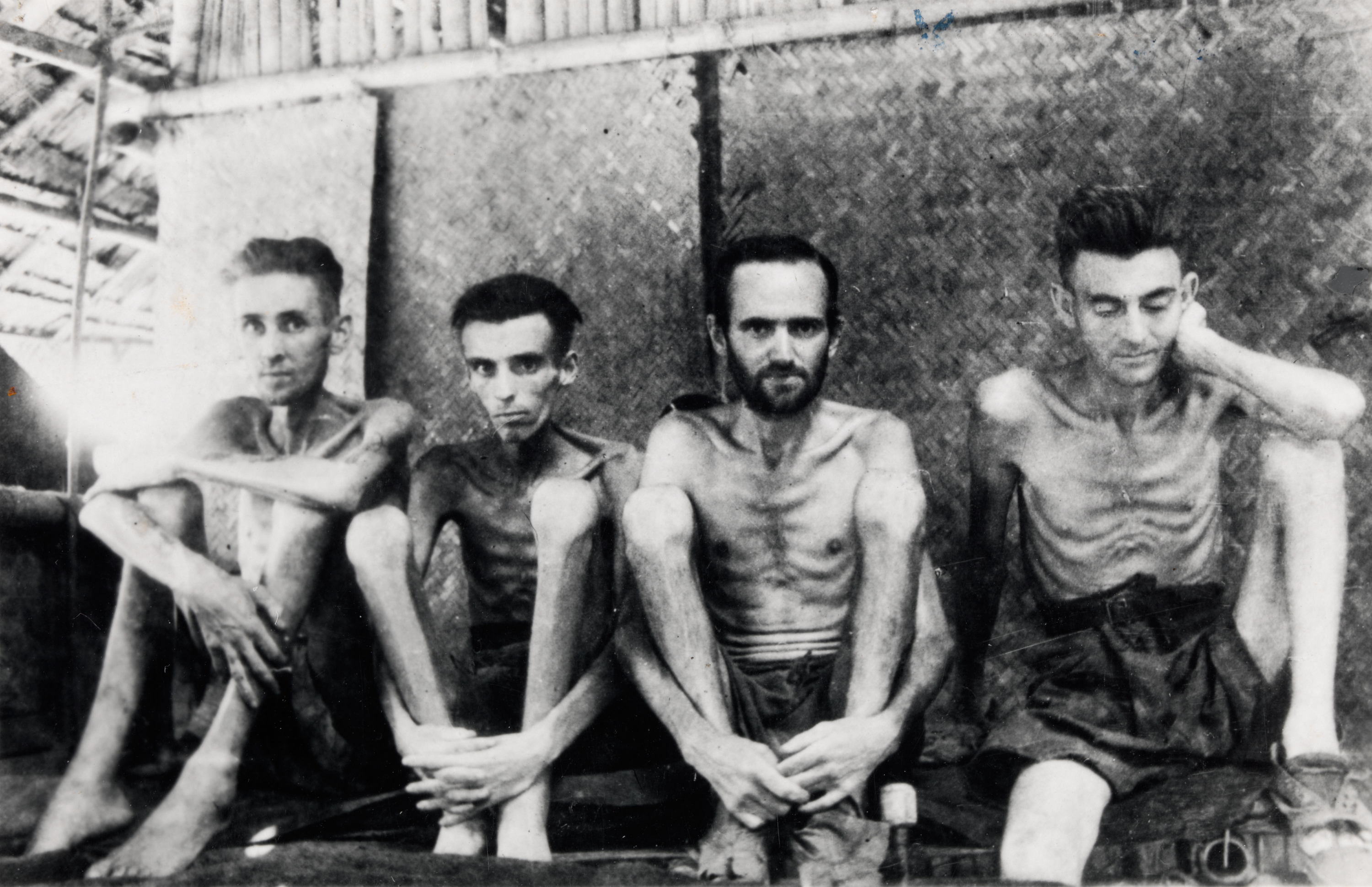
Nizozemští a australští zajatci v Tarsau, v Thajsku roku 1943. Japonci zajali 22 000 Australanů; 8000 jich v zajetí zemřelo

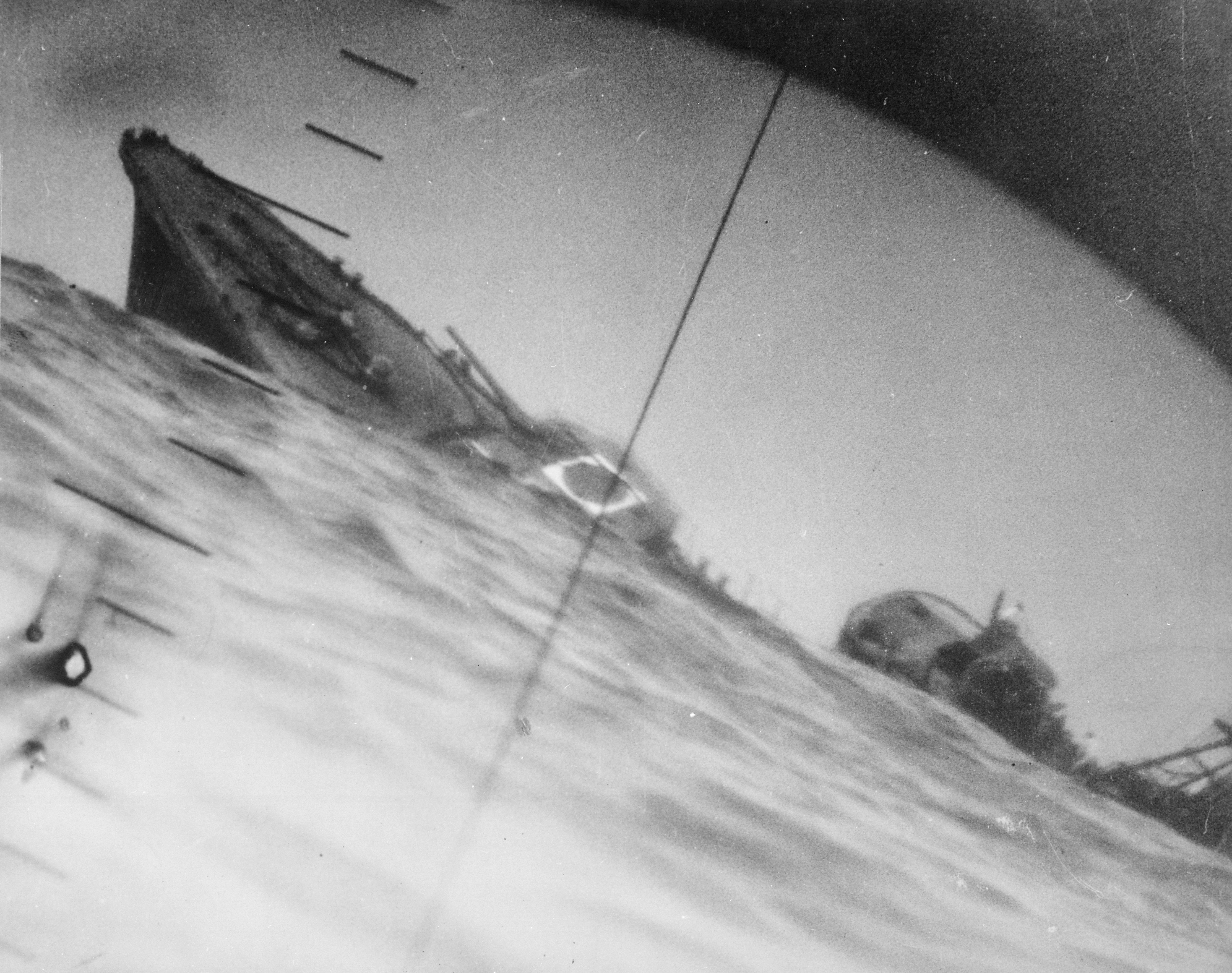
Torpédovaný japonský torpédoborec Jamakaze vyfocený přes periskop americké ponorky USS Nautilus v červnu 1942

Pro Japonsko nebyl rok 1943 nejúspěšnější – bitva o Guadalcanal skončila 7. (či 9.) února jeho jednoznačnou porážkou. Špatně se vyvíjely i boje na Nové Guineji. 2. ledna se spojenci vylodili u Buny, 4. záři u Salamauy a navíc Japonci při přísunu posil utrpěli porážku v bitvě v Bismarckově moři (2.–4. března). Zadrhával se i postup japonských jednotek v Číně. Jediným výrazným úspěchem bylo tažení v Barmě, ani to však nedokázalo splnit všechny cíle a neslibovalo příliš nadějí do budoucna. Spojenecké síly zahájily svoji ofenzívu v intencích taktiky přeskok z ostrova na ostrov a císařské námořnictvo už nemělo kapacity k odpovídajícím protiakcím.
Po skončení bojů o Guadalcanal postupovali Spojenci Šalomounovými ostrovy na sever k Rabaulu. 5. června se vylodili na ostrově Nová Georgie, 15. srpna se vylodili na ostrově Vella Lavella a 1. listopadu na ostrově Bougainville. Během tohoto tažení se uskutečnila celá řada námořních bitev se střídavými úspěchy – 6. července bitva v zálivu Kula, 13. července bitva u ostrova Kolombangara, 6.–7. srpna bitva v zálivu Vella, 17.–18. srpna bitva u Horaniu, 7. října bitva u Vella Lavella, 1. listopadu bitva v zátoce císařovny Augusty, 5. a 11. listopadu nálety na Rabaul a 25. listopadu bitva u mysu sv. Jiří.
Ve středním Pacifiku došlo k 20. listopadu k spojeneckému vylodění na Gilbertových ostrovech a do 23. listopadu byl dobyt atol Makin a po krvavém boji i atol Tarawa. V severním Pacifiku probíhaly boje na Aleutách. 26. března došlo k bitvě u Komandorských ostrovů, 29. května Spojenci osvobodili ostrov Attu a 27. srpna ostrov Kiska. Americké ponorky ovládly většinu Pacifiku a doslova masakrovaly japonské obchodní loďstvo, na což Japonci nedokázali najít odpovídající protizbraň. Zásobování jejich odloučených postů se hroutilo, evakuaci a přesuny jednotek musely provádět cenné válečné lodě, kterých ale nebylo dost a jichž bylo zapotřebí jinde. Zkušení piloti umírali a nebylo, kdo by je nahradil, navíc válečná výroba kolabovala pro nedostatek surovin a docházely i pohonné hmoty.

### 1944

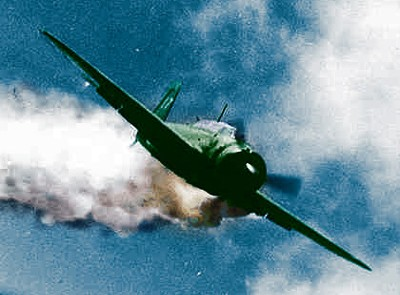
Útočící kamikaze: hořící D4Y3 Suisei se řítí na USS Essex 25. listopadu 1944

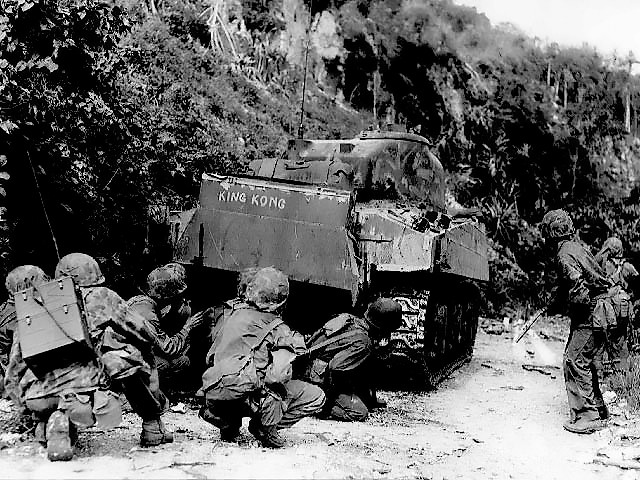
Skupina amerických námořních pěšáků se kryje za tankem M4 Sherman během bitvy o Saipan

23. února byly obsazeny Marshallovy ostrovy, 12. srpna Mariany a 15. září Palauské ostrovy. V rámci bojů o Mariany došlo 19.–21. června k bitvě ve Filipínském moři, ve které utrpěli Japonci těžkou porážku. Také na Nové Guineji spojenci úspěšně postupovali. 2. ledna se vylodily v Saidoru, 22. dubna v Hollandii, 17. května v Sami a 30. července v Sansaporu.

#### Filipíny
17. října se americká vojska vylodila u Leyte na Filipínách. 24.–26. října došlo k bitvě u Leyte, která byla složená z bojů v Sibuyanském moři, průlivu Surigao, u Samaru a u mysu Engaño v nichž měli Američané naprostou převahu. Císařské námořnictvo po této porážce přestalo pro Spojence představovat významnou vojenskou hrozbu. Do konce roku došlo ještě ke spojeneckému vylodění na Filipínském ostrově Mindanao (15. prosince).

### 1945
V lednu 1945 další boje o Filipíny – 9. ledna se Američané vylodili na Luzonu. 1. února Spojenci osvobodili Severní Borneo.
Dne 19. února se Američané vylodili na Iwodžimě. Tento ostrov v půli cesty mezi japonskými ostrovy a Spojenci obsazeným územím byl strategicky důležitý pro americké letectvo a měl být využit pro další útoky na Japonsko. Obránci ostrova vedení generálem Tadamičim Kuribajaši udrželi ostrov do 26. března. Poté byl ostrov využit jako letecká základna.
1. dubna se Američané vylodili na Okinawě, čímž začal útok na japonské ostrovy. Bitva trvala až do 21. června a na americké straně si vyžádala 12 513 mrtvých a 38 916 zraněných, což byly největší ztráty v tichomořské válce. Cílem Američanů bylo zajistit ostrov pro plánovanou invazi na Japonské ostrovy, ke které však nedošlo.

#### Strategické bombardování

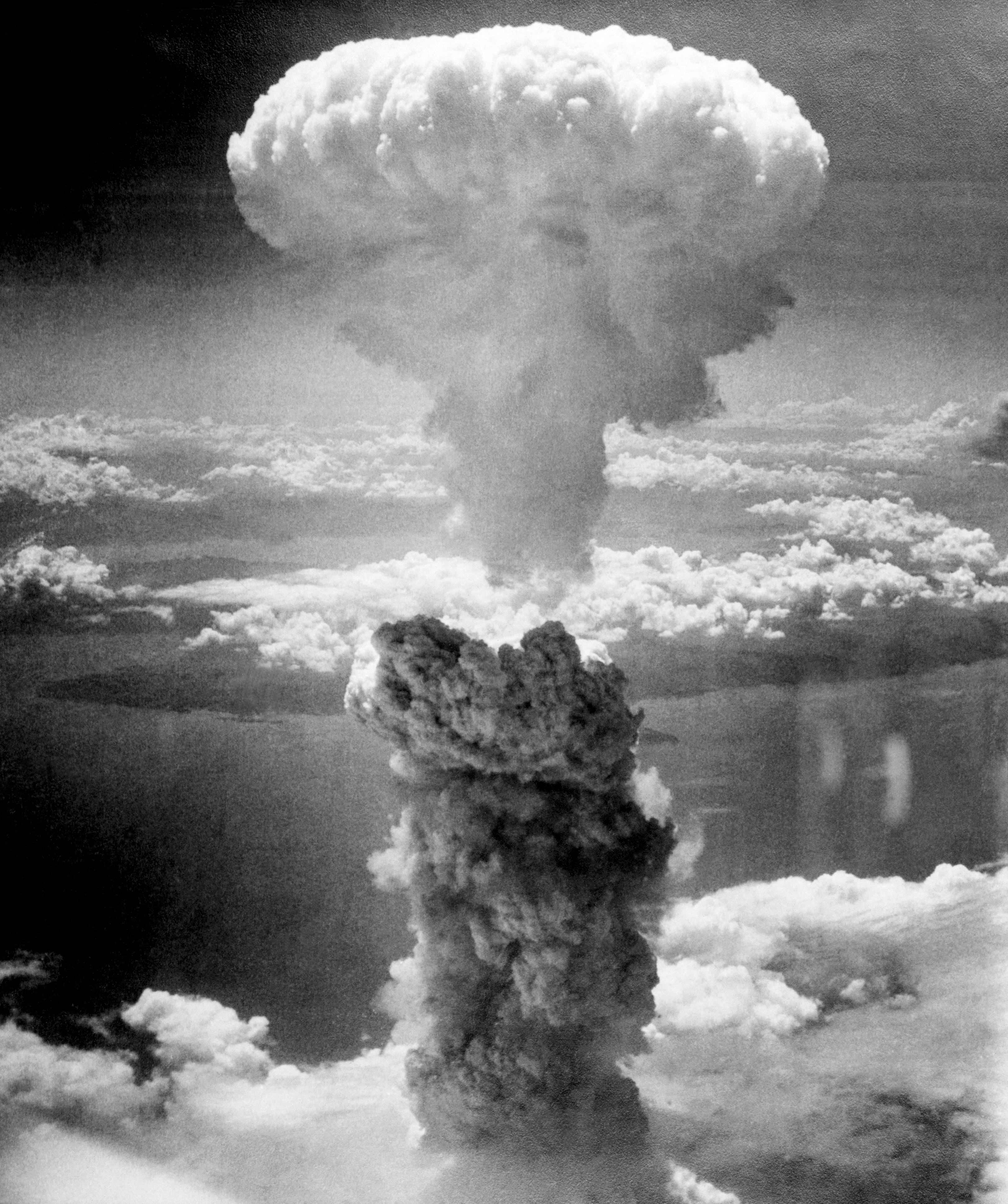
Hřib vzniklý z výbuchu atomové bomby svržené na Nagasaki

Představitelé tří vítězných velmocí (USA, Velké Británie a SSSR) vyzvali na postupimské konferenci japonskou vládu k úplné kapitulaci. Japonská vláda na tyto požadavky nepřistoupila (premiér Suzuki 27. července dokonce prohlásil, že jeho vláda bude ignorovat požadavky Spojenců). Spojenci proto obnovili letecké útoky na Tokio a další japonská města. V posledních sedmi měsících vyústila letecká kampaň proti Japonsku ve zničení takřka šedesáti měst. Nejničivěji byly zasaženy velké konurbace jako Nagoja, Ósaka, Kóbe a Jokohama. Nálety na Tokio z přelomu února a března 1945 si vyžádaly 100 000 obětí.
Jelikož Japonci odmítli Postupimskou deklaraci, nařídil Truman použití atomové bomby a informoval o tom v Postupimi Stalina. Křižník USS Indianapolis přivezl bomby a řadu odborníků 30. července na ostrov Tinian v Marianách, kde proběhly poslední přípravy. Dne 6. srpna 1945 byla na japonské město Hirošima svržena atomová bomba. O den později vyhlásil Sovětský svaz Japonsku válku a zahájil ničivý útok proti japonské armádě v Mandžusku. 9. srpna Američané svrhli další atomovou bombu na přístav Nagasaki.

#### Kapitulace Japonska

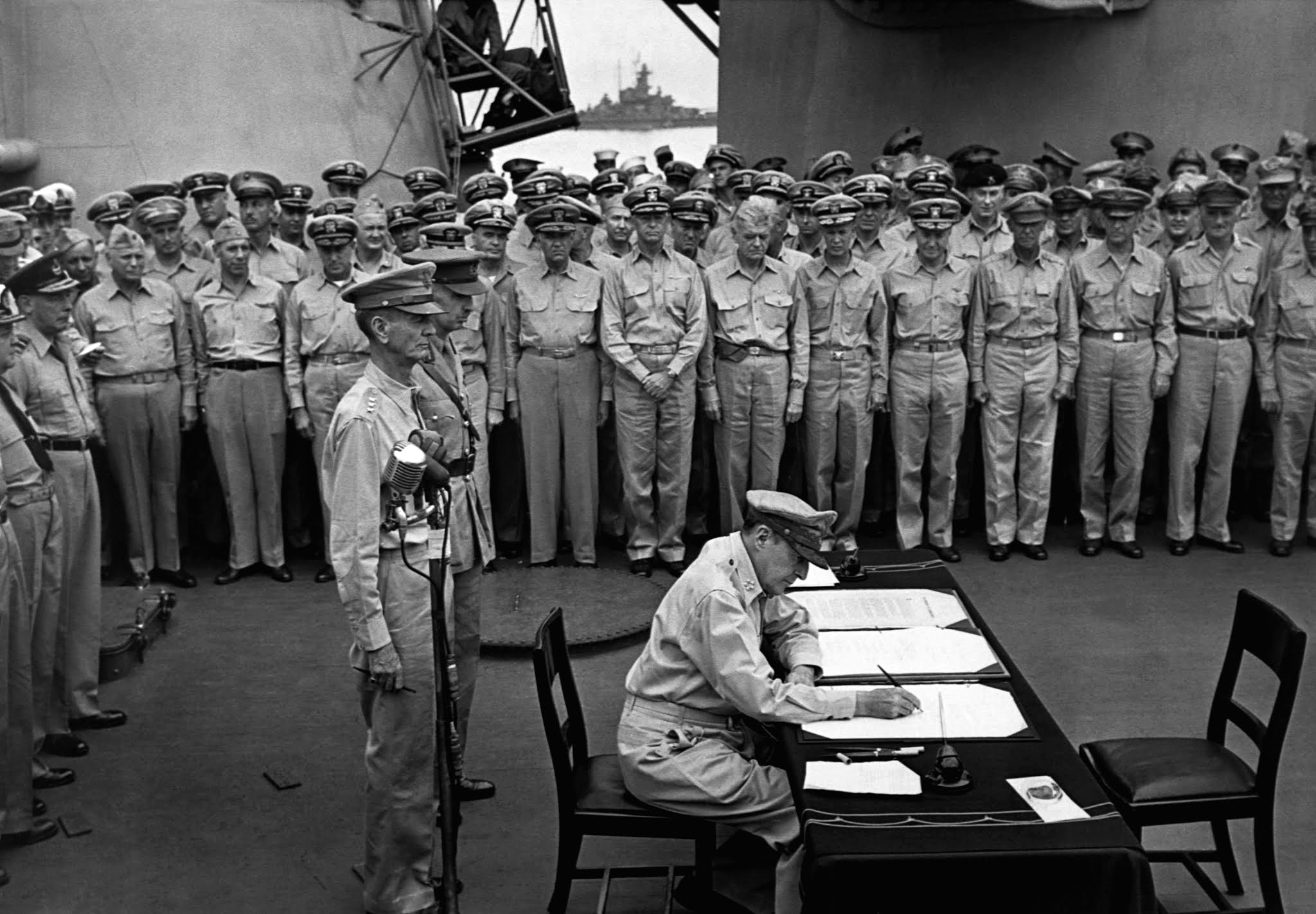
Douglas MacArthur, vrchní velitel spojeneckých sil v Tichomoří, zachycený při podpisu Japonské kapitulační smlouvy na palubě americké bitevní lodi Missouri

V důsledku katastrofální situace, v níž se Japonsko ocitlo, vyhlásil 15. srpna císař Hirohito ve svém prvním rozhlasovém projevu bezpodmínečnou kapitulaci veškerých japonských jednotek, která byla formálně stvrzena 2. září 1945 na palubě bitevní lodi Missouri. Nad Japonskem byla vyhlášena Americká okupační správa vedená generálem Douglasem MacArthurem, která trvala do roku 1952, přičemž ostrov Okinawa byl Japonsku vrácen až v roce 1972.